# Wijde Aa (Hollande-Méridionale)
Pour les articles homonymes, voir Aa.
Le Wijde Aa est un petit lac néerlandais de la province de la Hollande-Méridionale.
Le Wijde Aa, lac de forme oblongue, s'étend du Does près de Hoogmade à l'ouest, jusqu'au carrefour avec la Woudwetering et le Paddegat (partie du Braassemermeer) à l'est. Le lac est situé au nord-ouest de Woubrugge. Il formait la frontière entre les communes de Jacobswoude au sud et Alkemade au nord, avant leur fusion en 2009 (Kaag en Braassem).
Le Wijde Aa sert comme itinéraire de plaisance entre le Braassemermeer et la ville de Leyde. Le lac abrite un port de plaisance et une école de voile, située dans un ancien moulin à vent.